# دانه کولا

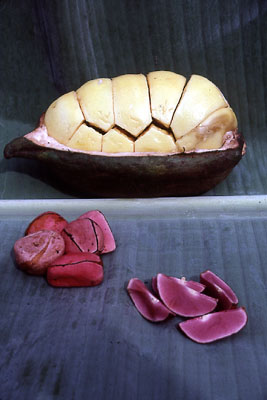
دانه کولا – غلاف (با دانه‌هایی در درون پوسته سفید خود)، و دانه‌ها (کل بدون پوسته و تقسیم لپه).

مغز کولا (به انگلیسی: Kola nut) میوه درخت کولا است، از جنس درختان بومی جنگلهای انبوه مناطق گرمسیری آفریقا می‌باشد. مغز آن به عنوان طعم‌دهنده در نوشابه‌ها نیز استفاده می‌شود، و یکی از اجزای اصلی آن می‌باشد.

## شرح کلی

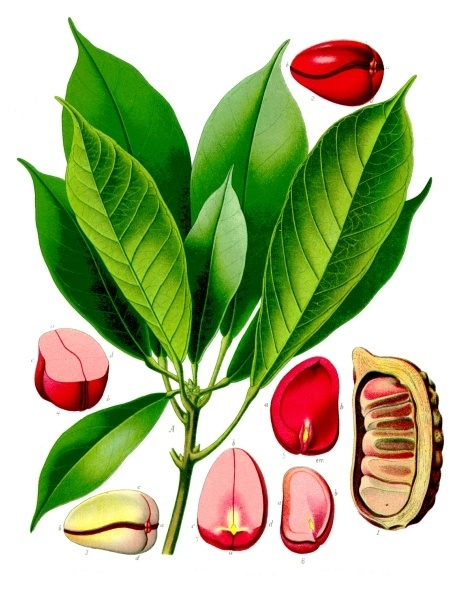
درخت کولا

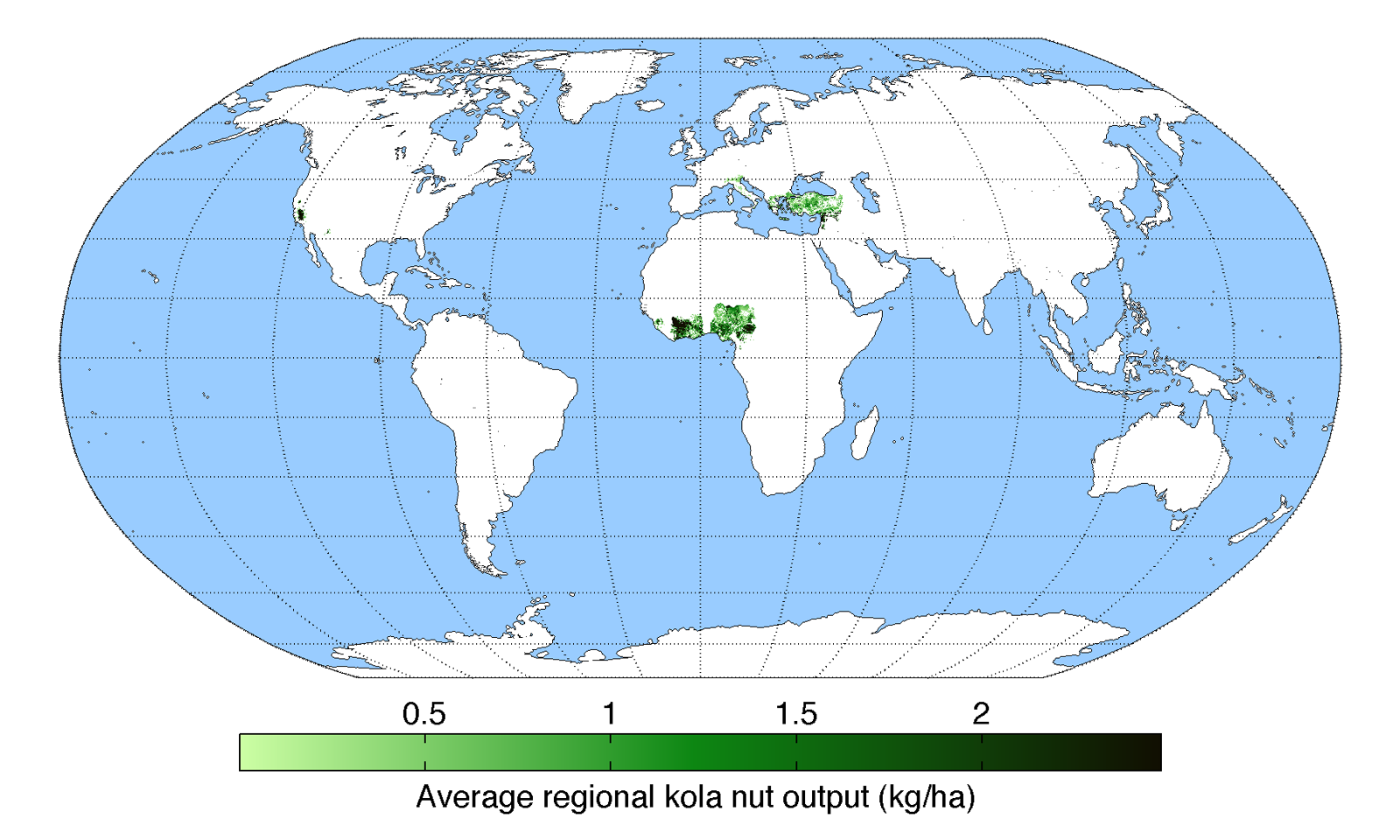
عملکرد دانه کولا در سراسر جهان

دانه کولا یک میوه حاوی کافئین از درختان همیشه‌سبز از جنس کولا است.
دانه کولا دارای ۲٪ کافئین می‌باشد.

## استفاده‌ها
دانه کولا دارای عطر و طعم تلخ و حاوی کافئین می‌باشد که در نوشابه‌ها استفاده مهمی دارد.

## تاریخ
آجیل کولا بخش مهمی از رسوم‌های سنتی معنوی فرهنگی و مذهبی در غرب آفریقا، به ویژه نیجر و نیجریه می‌یاشد.

## ترکیبات شیمیایی
- کافئین (۲–۳٫۵٪)

ٰ* تئوبرومین (۱٫۰–۲٫۵٪)
- تئوفیلین
- فنل
  - phlobaphens (kola red)
  - epicatechin
  - D-catechin
  - تانیک اسید
- قند
  - سلولز
- آب